# Brachyptérisme
Un animal est brachyptère lorsqu'il est pourvu d'ailes de taille réduite. Cela peut être le cas de tous les individus appartenant à une même espèce (nombreuses espèces de phasmes par exemple), ou bien le phénomène peut s'observer avec une importance variable selon les individus d'une même espèce (c'est le cas chez Pyrrhocoris apterus, la punaise gendarme).
Terme très répandu en entomologie mais qui intéresse d'autres disciplines comme l'ornithologie : le Pingouin brachyptère

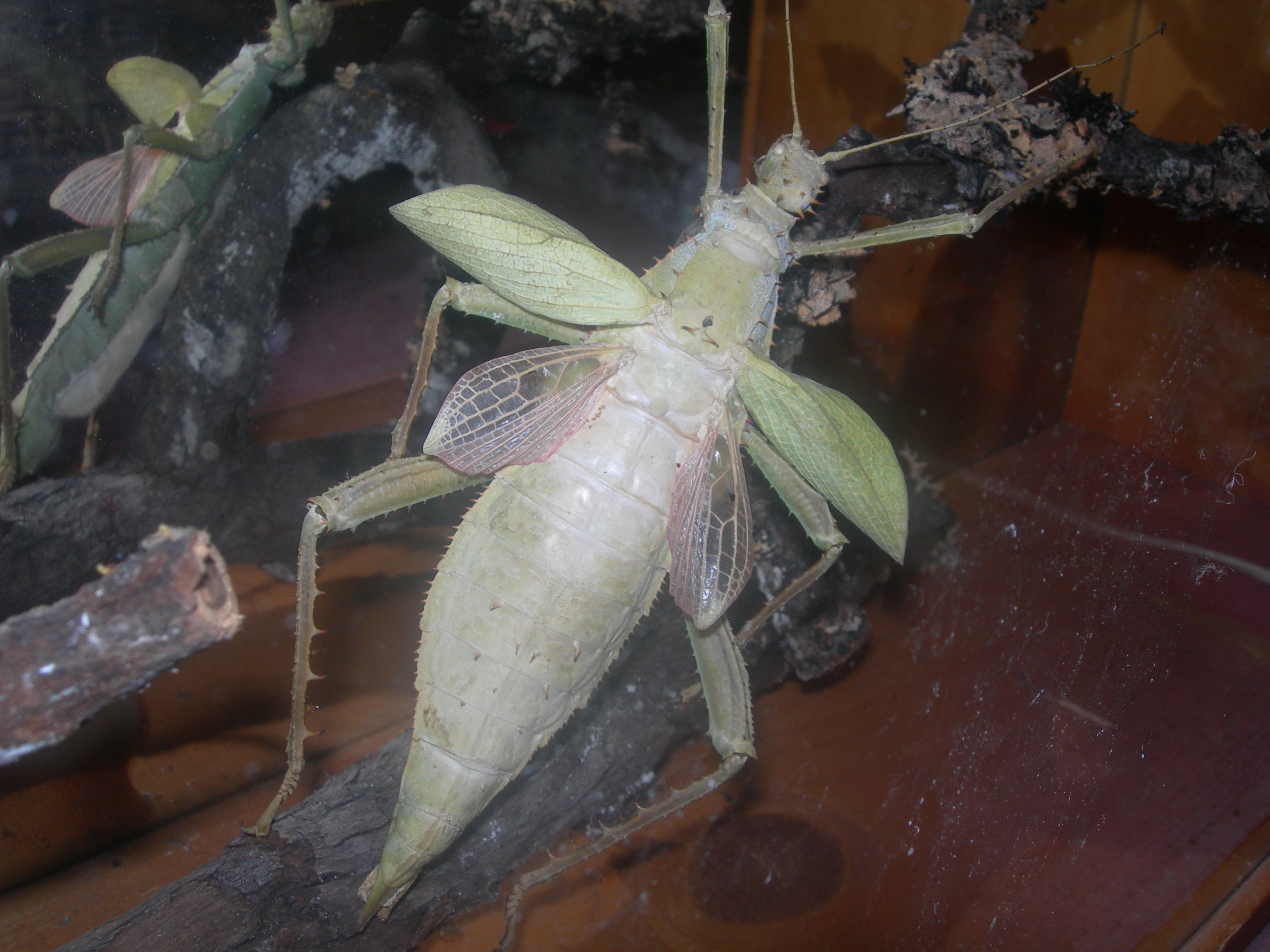
Heteropteryx dilatata femelle, un phasme brachyptère.
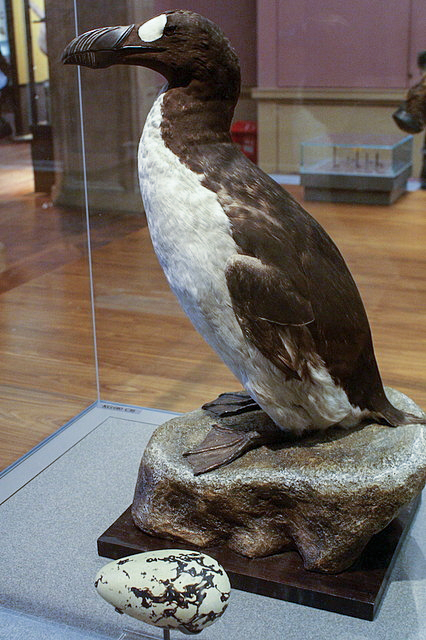
Pingouin brachyptère.

Paradoxalement on appelle aussi brachyptères des insectes de l'ordre des plécoptères, de la famille des Taeniopterygidae dont les ailes des adultes peuvent être fonctionnelles et permettre le vol. Chez les larves aquatiques, ces ailes encore peu développées pourraient justifier le nom brachyptère.